# Frédéric Lo
Frédéric Lo, né Frédéric Bonnet le 23 août 1964 à Rodez, est un musicien, réalisateur musical, compositeur, arrangeur, producteur de musique et auteur-compositeur-interprète français. 
Vivant à Paris, Frédéric Lo est notamment connu pour son œuvre en duo avec Daniel Darc, mais aussi pour son travail avec Pony Pony Run Run, Stephan Eicher, Maxime Le Forestier, Christophe Honoré, Alex Beaupain, Alain Chamfort ou encore Pete Doherty.

## Discographie

### Auteur-compositeur-interprète
- 1997 : La Marne bleue
- 2000 : Les Anges de verre
- 2019 : Hallelujah!
- 2022 : The Fantasy Life of Poetry & Crime (avec Peter Doherty)
- 2025 :  L'Outrebleu

### Réalisateur, arrangeur, compositeur
- 2003:  Dani, sur l'album Dani, composition du titre Rouge Rose avec Daniel Darc, chœurs avec Daniel Darc
- 2004 : Daniel Darc, Crèvecœur. Album révélation des Victoires de la musique 2005. Composition, multi-instrumentiste, réalisation, production et édition.
- 2005 : Hubert-Félix Thiéfaine, Scandale mélancolique. Composition du titre « Scandale mélancolique ».
- 2005 : Marc Lavoine, L'Heure d'été. Composition du titre « Ne m'en veux pas de t'en vouloir ».
- 2006 : Putain de toi, Hommage à Brassens (multi-interprètes), co-réalisation du titre Les oiseaux de passage par Stephan Eicher
- 2007 : Stephan Eicher, Eldorado. Réalisation, arrangements, multi-instrumentiste et co-composition du titre « Confettis ».
- 2007 : Alizée, Psychédélices. Composition, réalisation et instrumentiste des titres « Jamais plus » et « Lonely List ».
- 2007 : Marc Lavoine, Les Duos de Marc, titre « Désolé ».
- 2007 : Christophe Honoré et Alex Beaupain, Les Chansons d'amour, bande originale du film homonyme. César de la meilleure musique de film 2008. Arrangements et réalisation.
- 2008 : Daniel Darc, Amours suprêmes. Réalisation, composition et production.
- 2008 : Alex Beaupain, 33 Tours. Prix Charles Cros 2009. Arrangement, réalisation et composition.
- 2008 : Ludéal, Ludéal.
- 2008 : Daniel Darc et Frédéric Lo, Tombés pour Daho (album hommage à Étienne Daho), titre « Promesses ».
- 2008 : Maxime Le Forestier, Restons amants. Réalisation et arrangements.
- 2009 : Pony Pony Run Run, You Need Pony Pony Run Run. Victoire de la musique, Prix révélation du public 2010. Arrangements et réalisation.
- 2010 : Benoît Dorémus, 2020. Arrangements et réalisation.
- 2010 : Florent Pagny, Tout et son contraire. Arrangements et réalisation.
- 2010 : Berry, Mademoiselle, titre « La Chanson d'Hélène » (en duo avec Daniel Darc).
- 2011 : Christophe Honoré et Alex Beaupain, Les Bien-aimés, bande originale du film homonyme. Arrangements et réalisation.
- 2011 : Rococo, Bedtime Story. Arrangements et réalisation.
- 2011 : Alex Beaupain, Pourquoi battait mon cœur, titre « Un culte insensé ». Arrangements et réalisation.
- 2011 : Jacno Future (album hommage à Jacno). Interprète, arrangements et réalisation.
- 2011 : Josh T. Pearson, Last of the Country Gentlemen, Ferber Session.
- 2012 : Pony Pony Run Run, Pony Pony Run Run, titre « Everywhere I go ». Arrangements et réalisation.
- 2012 : Benjamin Paulin, Deux. Arrangements et réalisation.
- 2012 : Fink, Perfect Darkness (Spanish Version). Réalisation.
- 2012 : Starliners, Hello. Arrangements et réalisation.
- 2013 : Daisy Lambert, Chic Type, titres « Odéon » et « Tes seins tes poignets ». Arrangements et réalisation.
- 2013 : Man&Man, Homerun. Réalisation, arrangements et mix.
- 2013 : Cali, Vernet-les-Bains. Arrangements et réalisation.
- 2014 : En souvenir des souvenirs (album hommage à Mouloudji). Interprète, arrangements et réalisation.
- 2014 : Baptiste W. Hamon, Quitter l'enfance. Réalisation, arrangements et mix.
- 2014 : Scala and Kolacny Brothers, Et si on était des anges, titre « Cherchez le garçon ». Réalisation, arrangements et mix.
- 2015 : Thousand, Thousand. Réalisation.
- 2015 : Alain Chamfort, Alain Chamfort. Arrangements, réalisation et co-écriture.
- 2015 : Nick Mulvey, titre « Cucurucu Frederic Lo Rework ». Réalisation, arrangements et mix.
- 2015 : Daniel Darc, Crèvecœur Deluxe Edition. Composition, arrangements et réalisation.
- 2017 : Denis K, L'Horizon des fous. Réalisation et arrangements.
- 2018 : album Souris Calle, chanson Félin pour l'autre, avec Stephan Eicher.
- 2018:  Alain Chamfort, album Le désordre des choses, co-composition du titre En attendant et co-réalisation du titre Les microsillons
- 2019 : Bill Pritchard, album Rendez-vous Streets – Pritchard et Lo,  coécrit, co-composé, produit et arrangé par Frédéric Lo.
- 2022 : Pete Doherty & Frédéric Lo : The Fantasy Life of Poetry & Crime
- 2022 : Pete Doherty & Frédéric Lo : You Can't Keep It From Me Forever
- 2023:  Hommage de Frédéric Lo à Daniel Darc: Coeur Sacré, "musiques interprétées, arrangées, réalisées et jouées par Frédéric Lo" +      chante le titre Jamais, jamais